# Какау
Какау (њем. Kakau) општина је у њемачкој савезној држави Саксонија-Анхалт. Једно је од 39 општинских средишта округа Витенберг. Према процјени из 2010. у општини је живјело 595 становника. Посједује регионалну шифру (AGS) 15091155.

## Географски и демографски подаци
Какау се налази у савезној држави Саксонија-Анхалт у округу Витенберг. Општина се налази на надморској висини од 62 метра. Површина општине износи 5,4 km². У самом мјесту је, према процјени из 2010. године, живјело 595 становника. Просјечна густина становништва износи 111 становника/km².